# Alajos Stróbl
Alojz Ján Viliam Stróbl (maďarsky: Strobl Alajos János Vilmos) (21. června 1856, Červený Kút (dnes osada obce Hybe) při Kráľové Lehote – 13. prosince 1926, Budapešť) byl uherský sochař slovenského původu.

## Život
Alojz Stróbl se narodil z manželství Jozefa Stróbla a Karolíny, rozené Výrostkové, v lokalitě Frischfeuer nedaleko od vesničky Kráľova Lehota. Jeho otec pocházel ze Slezska a byl zaměstnancem v slezských železárnách arcivévody Alberta. Do Kráľové Lehoty se Stróblovi přestěhovali v roce 1854 z polského Krakova. Rodný dům později Alojz Stróbl přestavěl na svou letní vilu. Navštěvoval obecnou školu v Lehote, později v Liptovském Hrádku. V rodině se mluvilo německy, maďarsky a slovensky, Alojz plynule komunikoval ve všech těchto jazycích. V Hrádku studoval na hlavní škole (1866 – 1869), pak nastoupil na gymnázium v Levoči (1869 – 1873). Na gymnáziu neprospíval nejlépe, velký talent prokázal pouze v kreslení a modelování. Ještě před maturitou ho otec povolal na hamr u rodného domu, kde sám pracoval. Díky přímluvě strýce se rozhodl zkusit štěstí jako modelář v železárnách v českém Třinci (1873 – 1874). Po úspěšném působení na učňovské škole se v říjnu 1874 zapsal na vídeňskou Uměleckoprůmyslovou školu (Kunst-gewerbeschule). Zde se do roku 1876 pod vedením Ferdinanda Leufbergera zdokonaloval zejména v sochařství, v němž našel největší zálibu. Po ukončení studia na Uměleckoprůmyslové škole se zapsal na vídeňskou Akademii, na níž studoval v letech 1876 – 1880. Vedl ho profesor Caspar von Zumbusch. Vynikal zejména v sochařství, kterému zůstal věrný do konce života. Od roku 1881 žil trvale v Budapešti, ale léta trávil v rodišti. Liptovskou přírodu měl Stróbl velmi rád, pobyt v ní byl pro něj nejlepším relaxem. Byl také vášnivým myslivcem. V roce 1913 byl povýšen do šlechtického stavu. Zemřel v roce 1926 v Budapešti, podle úmrtní matriky na adrese Bajza utca 34, pohřben je na hřbitově Kerepesi, parcela 26/1.

## Dílo
Na přelomu 19. a 20. století byl vůdčí osobností uherského sochařství. Už jako docela mladý vynikl svou sochou nazvanou Perseus (1878). V průběhu desetiletí vyučoval na Vysoké škole výtvarných umění. Svůj ateliér měl ve známé umělecké zahradě zvané Epreskert, v VI. budapešťském okrese. Byl velmi oblíbeným a vyhledávaným sochařem, jeho tvorbu ocenil i panovník František Josef I., jehož bustu Stróbl vytvořil v roce 1884. Mramorová kopie panovníkovy busty byla vystavena i před Ředitelstvím státních lesů v Liptovském Hrádku, v roce 1918 ji ale zničili slovenští vojáci vracející se z fronty.
Další jeho díla:
- Socha Ference Liszta na průčelí opery v Budapešti (1882)
- Socha rybářky (1884)
- Pomník Jánose Aranya u budovy Maďarského národního muzea (1893)
- Studna krále Matyáše Korvína na Budínském hradě (1904)
- Jezdecká socha krále Štěpána I. Svatého na Budínském hradě (1906)
- Socha Štěpána Dobóa v Egeru (odhalena v roce 1907)
- Socha krále Štěpána I. Svatého na hlavním oltáři baziliky Sv. Štěpána v Budapešť|Budapešti (1909)
- Pomník Jánose Aranya před budovou gymnázia v Nagykőrösu (1910)

## Galerie

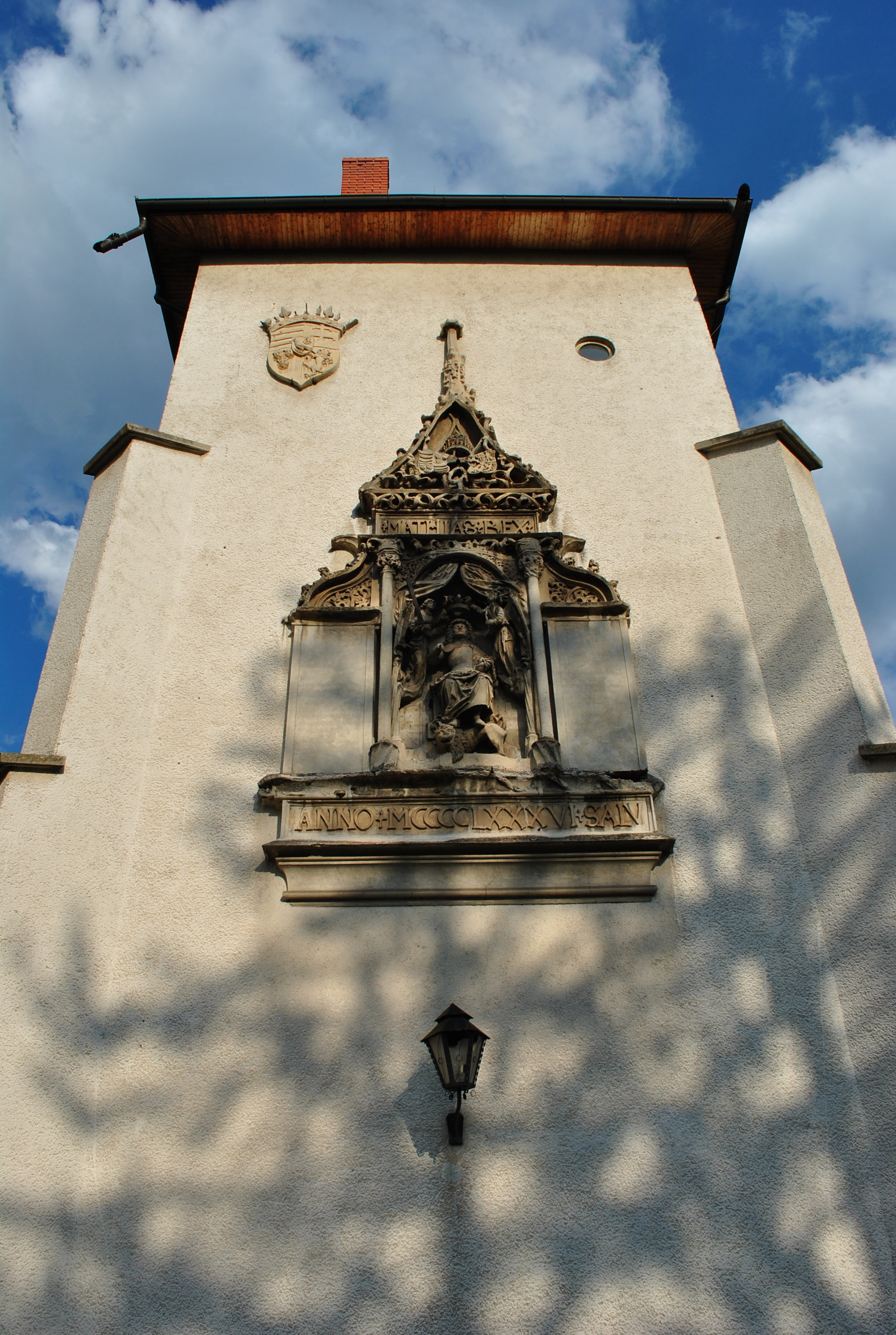
Kráľova Lehota – Vila Alojza Štróbla – věž
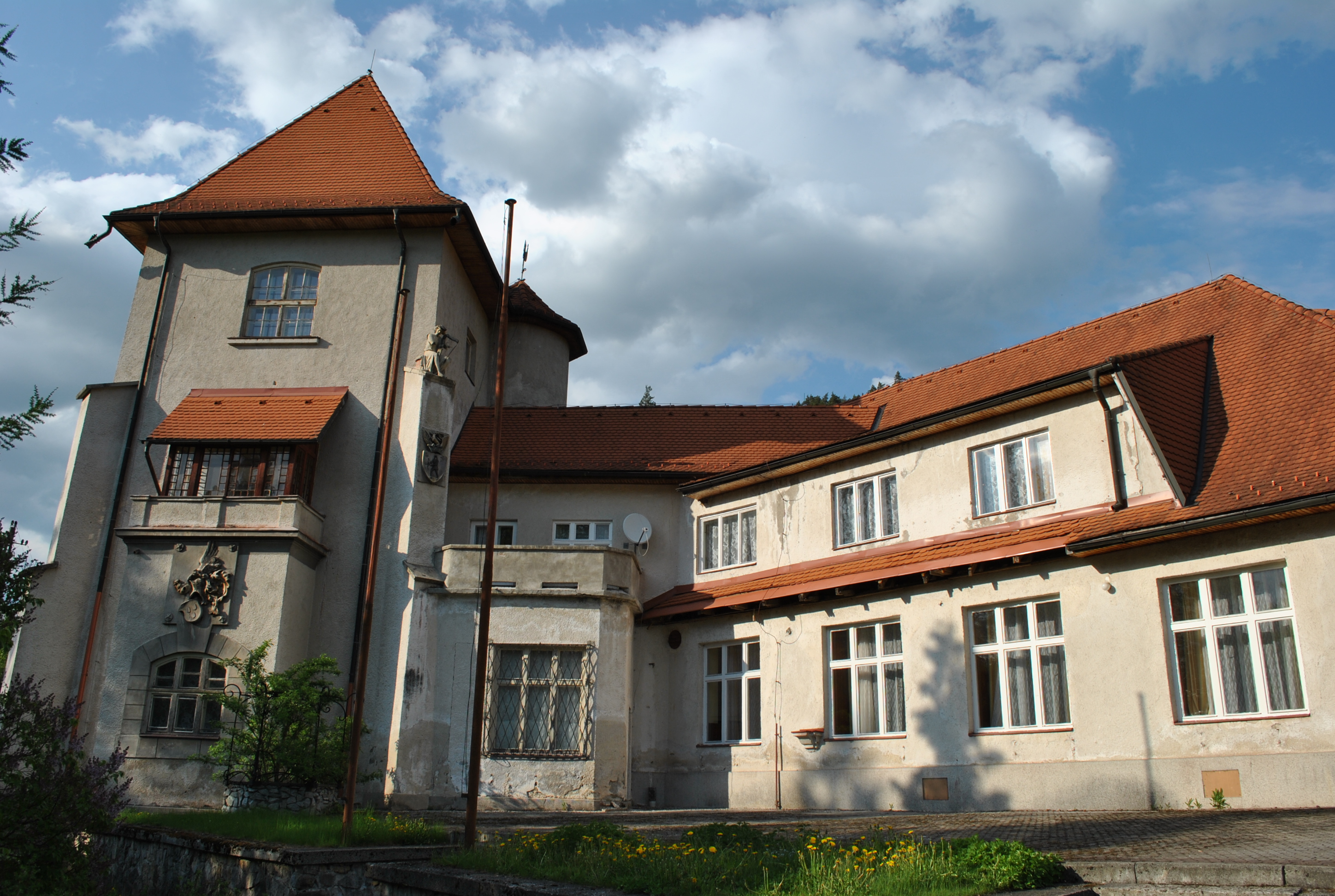
Kráľova Lehota – Vila Alojza Štróbla – jižná fasáda
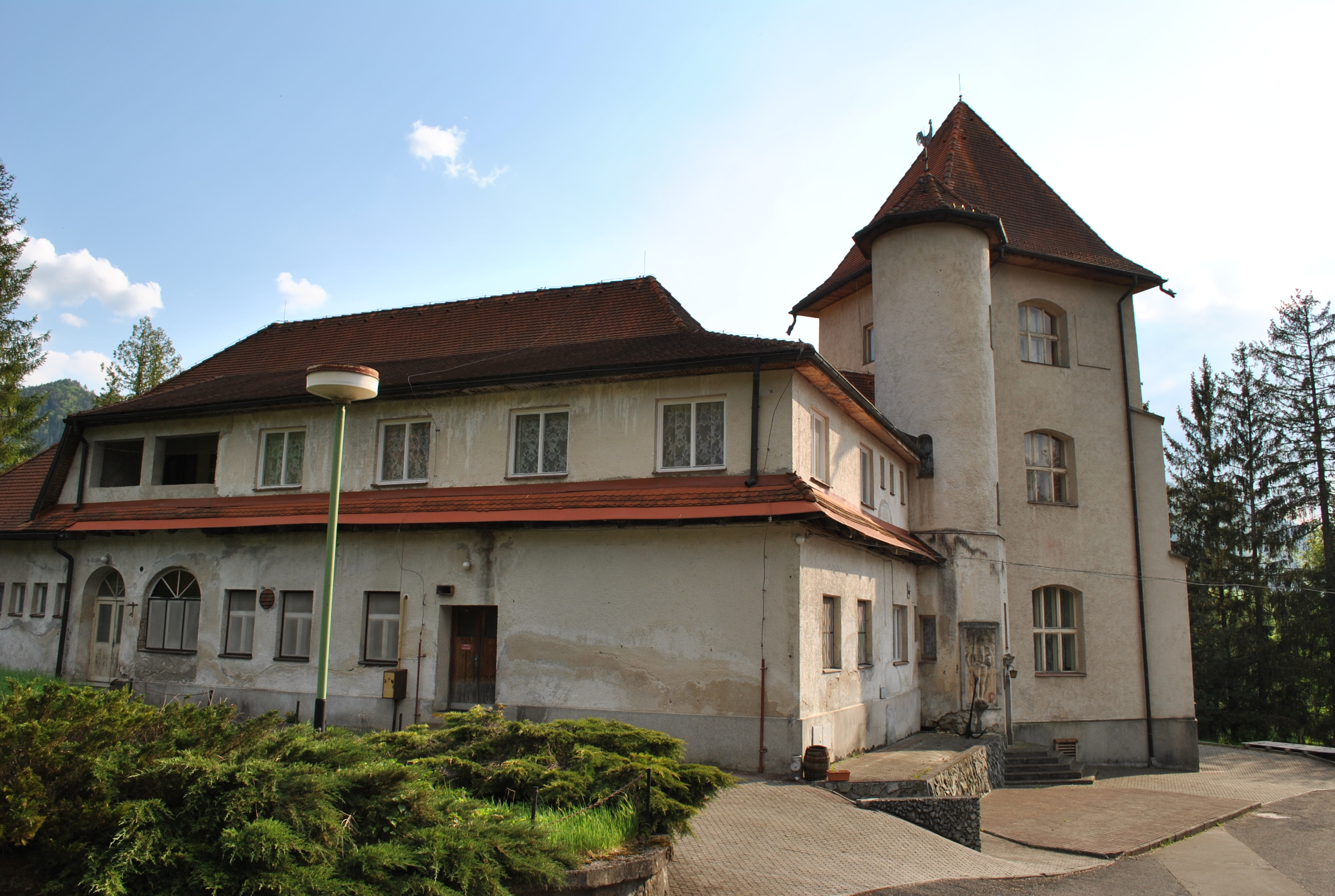
Kráľova Lehota – Vila Alojza Štróbla – severozápadní fasáda
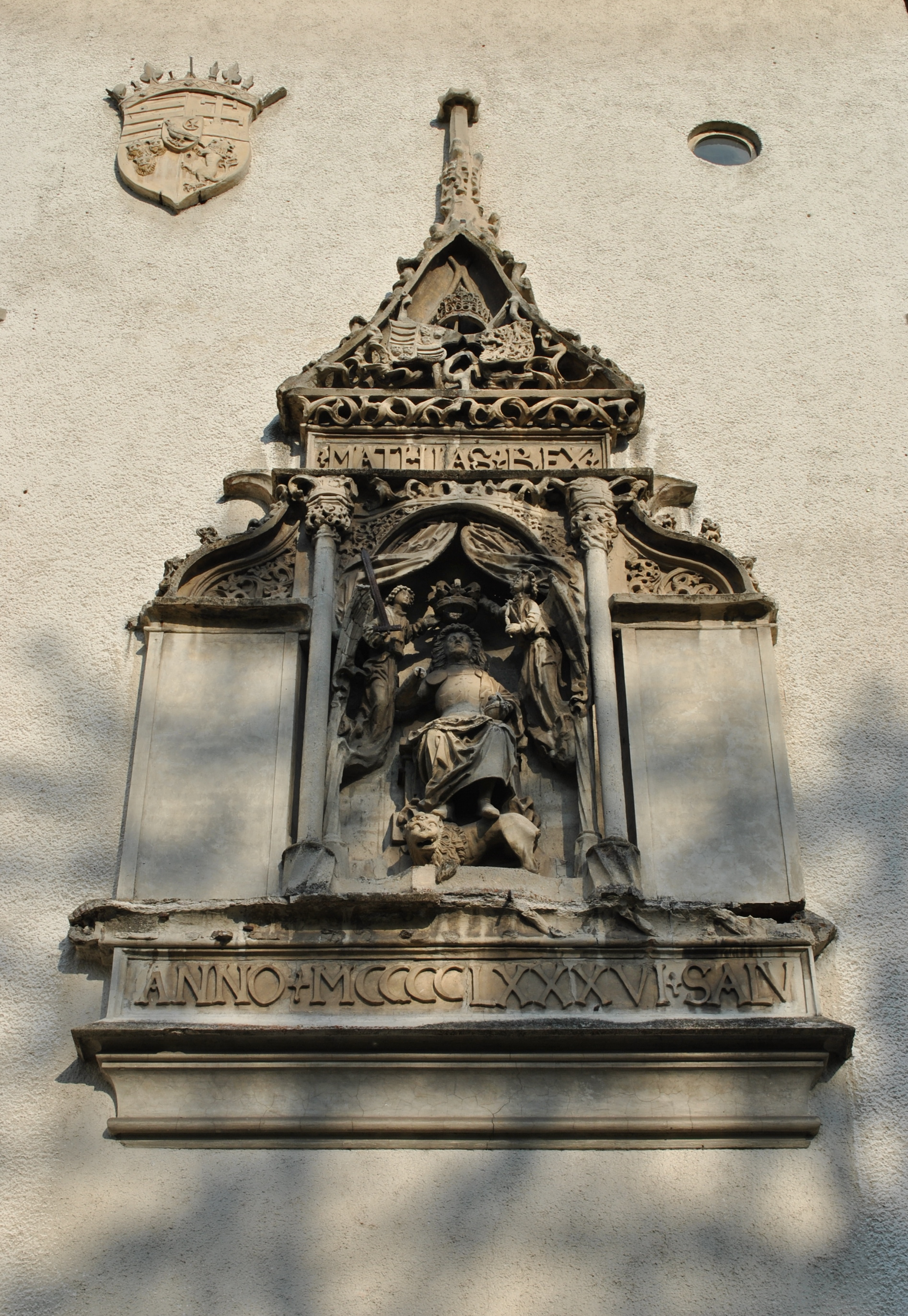
Kráľova Lehota – Vila Alojza Štróbla – reliéf krále Matyše Korvína